# Dimensions (album)
Dimensions is het zesde studioalbum van de Duitse powermetalband Freedom Call.

## Artiesten
- Chris Bay (zang, gitaar en piano)
- Armin Donderer (bas, piano en gitaar)
- Lars Rettkowitz (gitaar)
- Daniel Zimmermann (drums)

## Nummers
- 1. Demons dance (2:03)
- 2. Innocent world (4:27)
- 3. United alliance (4:10)
- 4. Mr. Evil (3:43)
- 5. Queen of my world (4:27)
- 6. Light up the sky (5:25)
- 7. Words of endeavour (3:52)
- 8. Blackened sun (4:40)
- 9. Dimensions (3:58)
- 10. My dying paradise (4:47)
- 11. Magic moments (4:34)
- 12. Far away (3:19)

## Verhaal
Het is het jaar 3051, de aarde wordt steeds kouder. De zon is bijna niet meer zichtbaar aan de horizon.
In de steden is geen leven te bekennen, alle natuurlijke grondstoffen zijn opgeraakt en al het water is vergiftigd.
Het gevecht tegen de demon is verloren, het menselijk tijdperk komt aan z'n eind. Wat ooit een paradijs was is nu een ware hel, en de demon die door de mensen zelf geschapen is kan niet verdwijnen en nu verzwelgt het de mensheid.
Er is nog een klein beetje hoop over, een kleine groep van dappere mensen reizen naar de verste diepten van het universum vol gevaar er mysteries.
Met hun harten vol met angst reizen ze naar alle uithoeken van de ruimte, de laatste hoop voor het overleven van de mensheid.
Hun laatste reis brengt hen terug naar de herinneringen van hun kindertijd, wat ze daar vinden gaat hun verbeelding te boven: zij zijn de uitverkorenen, zij zullen de mensheid een nieuw begin geven.